# 643 (číslo)
Šest set čtyřicet tři je přirozené číslo. Následuje po čísle šest set čtyřicet dva a předchází číslu šest set čtyřicet čtyři. Římskými číslicemi se zapisuje DCXLIII a řeckými číslicemi χμγ.

## Matematika
643 je:
- Deficientní číslo
- Prvočíslo
- Nešťastné číslo

## Astronomie
- (643) Scheherezade je planetka hlavního pásu, kterou objevil v roce 1907 August Kopff

## Roky
- 643
- 643 př. n. l.